# Cognola
Cognola è una frazione del comune di Trento situata sulla collina ad Est del capoluogo trentino, alle pendici del monte Calisio. Cognola è stato comune autonomo dal 1850 fino al 1926, quando è stato accorpato a quello di Trento (in base al R.D. del 16 settembre 1926, n. 1798).
Assieme a Bergamini, Maderno, Martignano, Moià, Montevaccino, San Donà di Cognola, San Vito di Cognola, Tavernaro, Villamontagna e Zell forma la circoscrizione amministrativa numero 6 (Argentario) di Trento.

## Geografia fisica
Cognola si trova sulle pendici del monte Calisio, in destra idraulica del torrente Fersina, con esposizione prevalentemente sud sud-ovest.
L'area è composta soprattutto da rocce sedimentarie calcaree con affioramenti di tufi basaltici di colore rossiccio.
Il clima e la vegetazione sono caratteristici del limite settentrionale della zona prealpina.

## Storia
La collina est di Trento è stata interessata da attività antropica in tempi preistorici, a partire dal periodo mesolitico ed in particolare nel periodo neolitico, come testimoniato dall'importante sito archeologico del Riparo del Gabàn nella vicina Martignano. Durante l'Età del bronzo nella zona sono state attive fonderie, che lavoravano i metalli provenienti dalla zona mineraria di Pergine Valsugana; nello stesso periodo sono cominciati i disboscamenti e le prime coltivazioni di cereali e della vite.
Come nelle altre zone attorno a Trento, anche a Cognola era presente un Castelér, luogo di rifugio e difesa comune, che corrisponde all'attuale Dos Castion.
In epoca romana la zona di Cognola è organizzata in piccoli gruppi sparsi di case e case coloniche, localizzate secondo le necessità di sfruttamento agricolo della zona, caratteristica di organizzazione del territorio rimasta fino al diciannovesimo secolo. Cognola era attraversata da un ramo minore della Via Claudia Augusta, in corrispondenza delle attuali Via alla Veduta, Via alla Pellegrina e Via alle Coste.
In epoca medioevale la zona subisce l'influenza dei signori di Povo (de Pao); è documentata nel Codex Vangianus la restituzione del Castello di Povo da parte di Federico Vanga durante un'assemblea solenne "nel prato di Cognola" nel 1210.
Della fine del XIII secolo la prima menzione della chiesa intitolata a San Vito, San Modesto e Santa Crescenzia, fino al 1907 dipendente dalla Pieve di S. Pietro di Trento (proprietà del Capitolo della Cattedrale) e poi parrocchia autonoma. Dalla sua costruzione l'edificio sacro costituisce luogo di aggregazione religioso, sociale ed amministrativo.
Nel XVI secolo Cognola è considerata alla stregua di un quartiere di Trento (Colondiello di Cognola) e nel 1672 viene concesso lo statuto comunale di Cognola, che regola la gestione del territorio ed i rapporti della popolazione con le autorità. Il magistrato consolare di Trento mantiene la competenza urbanistica. Il comune di Cognola è stato accorpato a quello di Trento il 16 settembre 1926.

## Nuclei storici
Storicamente Cognola comprende due nuclei distinti.

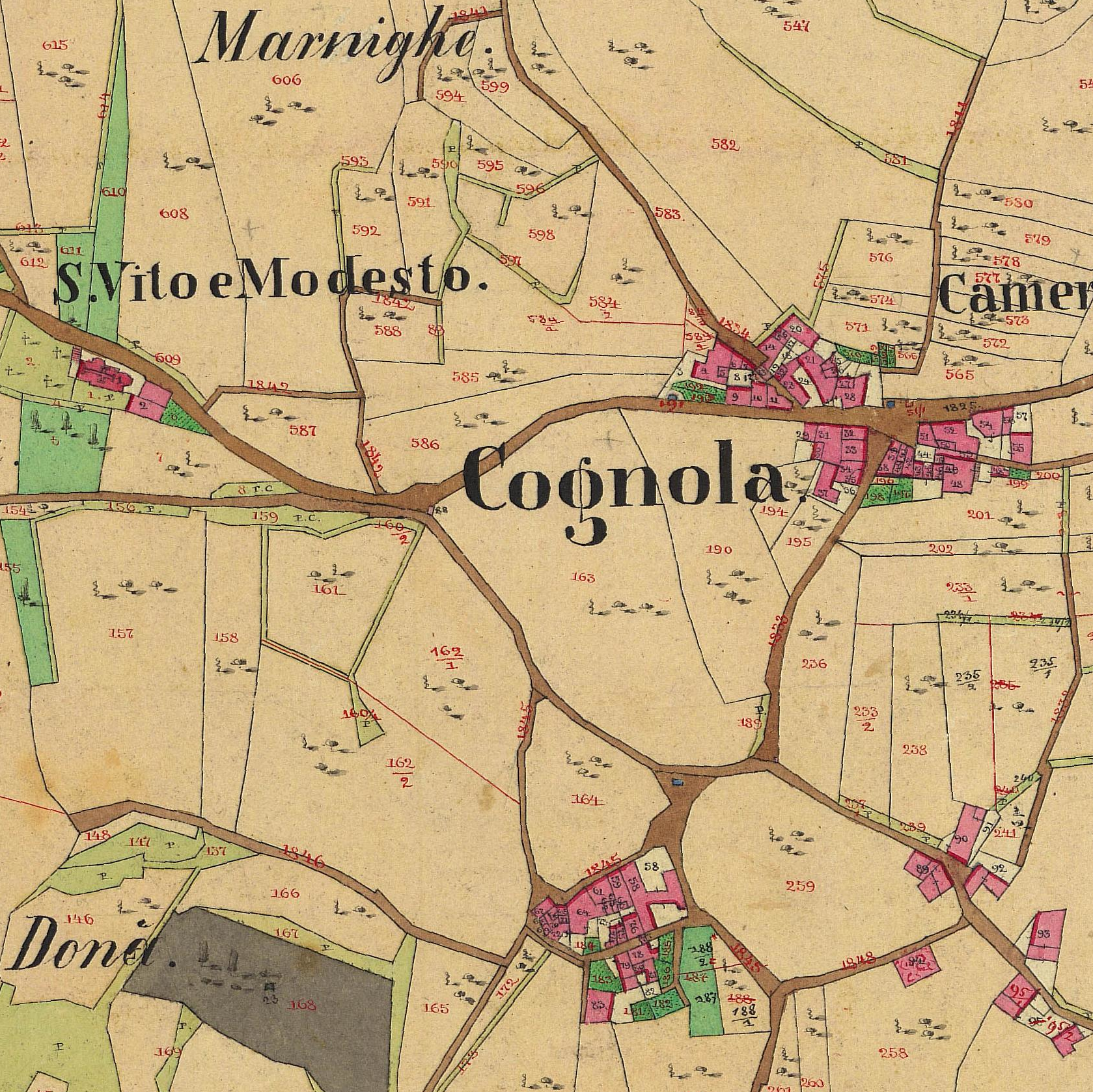
Cognola (TN), particolare della mappa di impianto del catasto del 1859.

### Cognola di Sopra
Costruita sul tracciato della Via Claudia Augusta ai piedi del Dos del Oseléra, si sviluppa attorno alla piazza storica del paese, all'incrocio tra le attuali via alla Veduta e via Grezoni. È costituita da tre nuclei storici con corti interne a cui si accede attraverso portali in pietra del XVI e XVII secolo. Ha ospitato in passato i servizi della frazione (ufficio postale e negozi).

### Cognola di Sotto
Si trova ad est del Dos Castion (castelliere preistorico) tra la via omonima e Via alle Campanelle ed è costituita da un insieme compatto di edifici di epoche diverse, costruiti attorno ad un nucleo medioevale. Il complesso è detto el convent (il convento). L'origine del nome è incerta: si ipotizza derivi dall'essere stato confinante con una proprietà dei frati francescani nel XVIII secolo, oppure dall'aver ospitato per alcune settimane nel 1810 suore dell'Ordine della Beata Vergine del Monte Carmelo a seguito della soppressione dell'ordine.
La casa torre centrale è nella sua configurazione attuale databile al XVI secolo, epoca a cui risalgono gli affreschi interni ed esterni, ma le origini sono di epoca medioevale e si ipotizza sia costruita su una torre di guardia di epoca romana.
Il complesso è appartenuto in origine ai conti Lodron, il cui stemma è stato rimosso negli anni quaranta del secolo scorso dall'arco all'ingresso del cortile est per essere sottoposto a restauro (attualmente è conservato presso il lapidario del Museo Provinciale del Castello del Buonconsiglio a Trento). Il complesso passò poi ai Ferrari ed infine ai de' Lupis, a cui si dovrebbe riferire lo stemma affrescato sulla parete esterna che si affaccia sul cortile sud-est.
Gli altri edifici sono costruiti in epoche successive, a partire dalla torre di guardia all'estremità dell'edificio lungo Via alle Campanelle. Questo edificio ha ospitato la sede del Comune di Cognola fino al 1922 ed un'aula della scuola elementare.

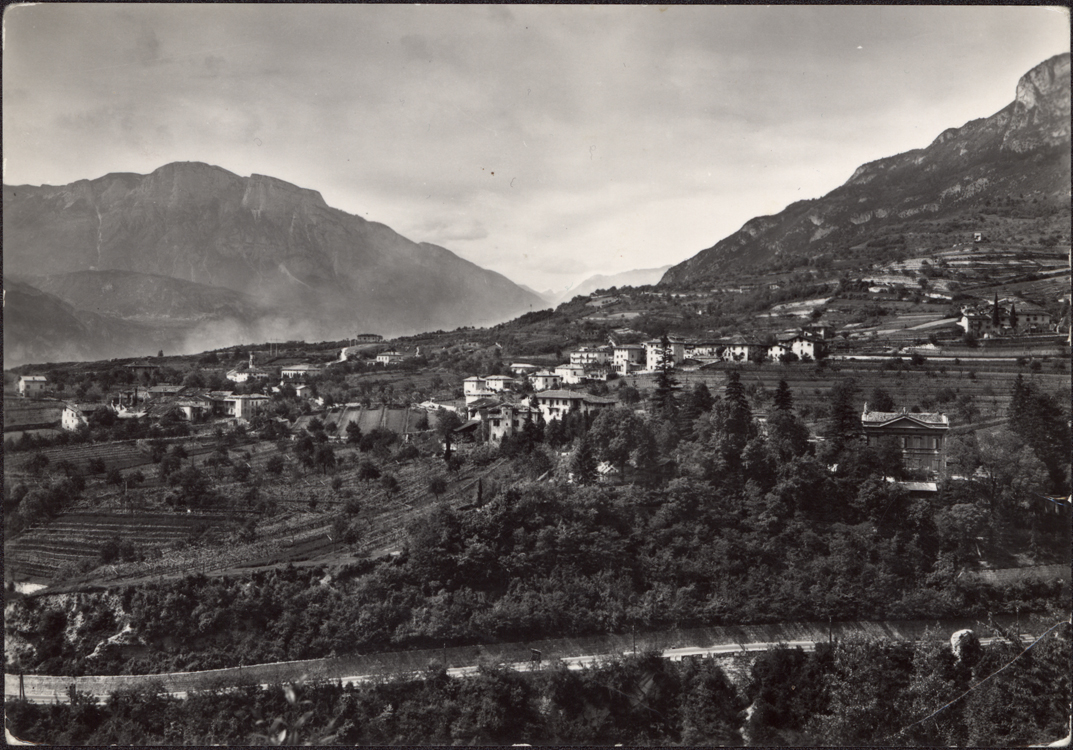
Cognola (TN), panorama nel 1960.

Una lapide a fianco dell'ingresso del cortile nord-est ricorda la morte di due bambini, Maria Fedrizzi di 10 anni e Iginio Dorigatti di 5 anni, uccisi da un proiettile durante la Prima Guerra Mondiale, il 9 giugno 1918.

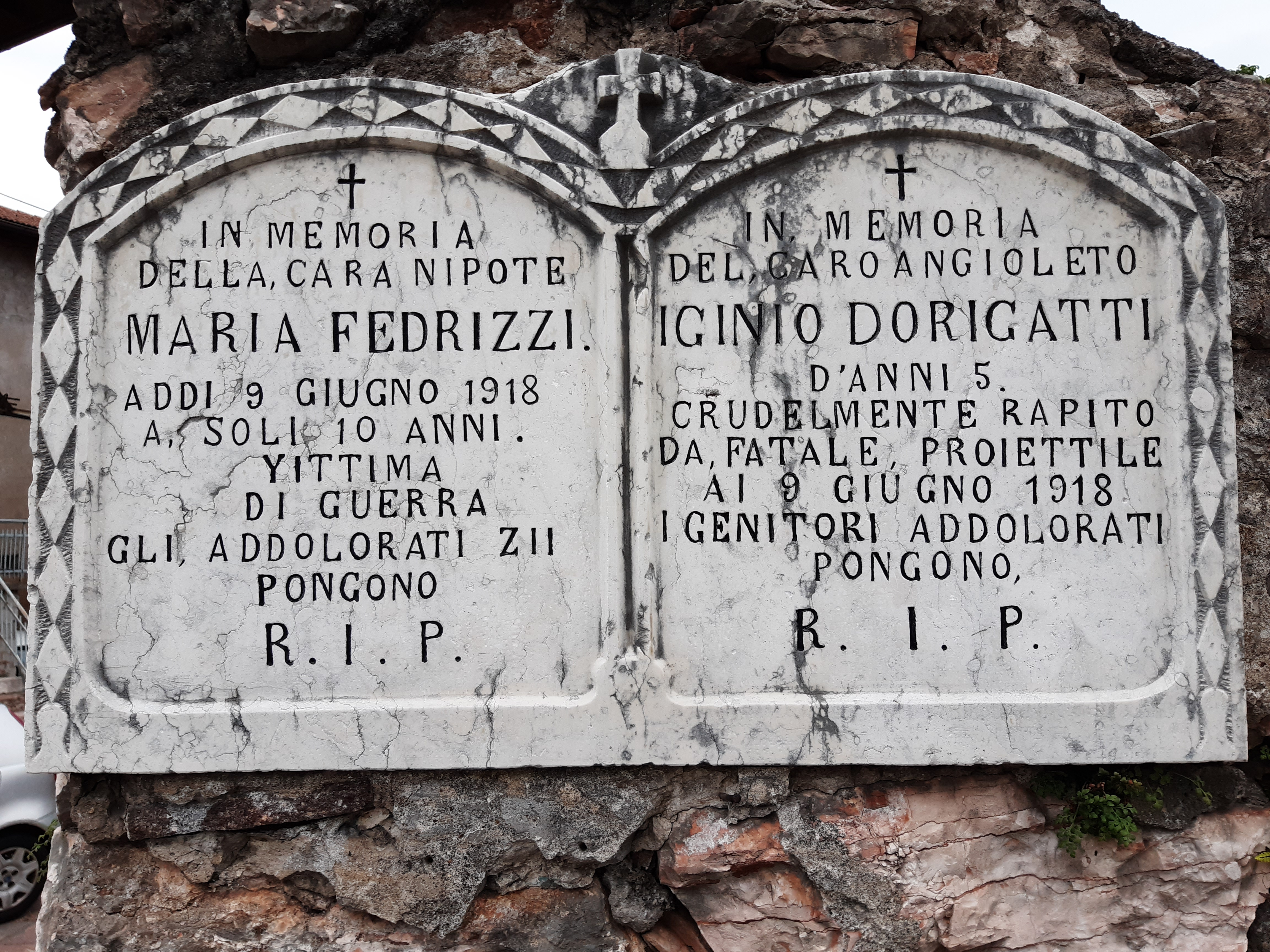
Cognola di Sotto, lapide commemorativa

Lungo il perimetro sud è presente l'unica fontana in funzione a Cognola all'inizio del XXI secolo, sulla quale in periodo natalizio viene allestito un suggestivo presepe.
Nell'ultimo cinquantennio, soprattutto dopo l'edificazione del villaggio di case popolari di San Donà subito a valle di Cognola all'inizio degli anni sessanta del secolo scorso, vi è stata una grande espansione edilizia soprattutto nella zona verso la frazione di Martignano, da cui comunque Cognola rimane di fatto urbanisticamente distinta, pur facendo parte della stessa zona urbanistica denominata "Circoscrizione Argentario" (dal secondo nome del monte Calisio che sovrasta sia Martignano che Cognola e da cui nel Medioevo si estraevano minerali di argento).

## Monumenti e luoghi d'interesse

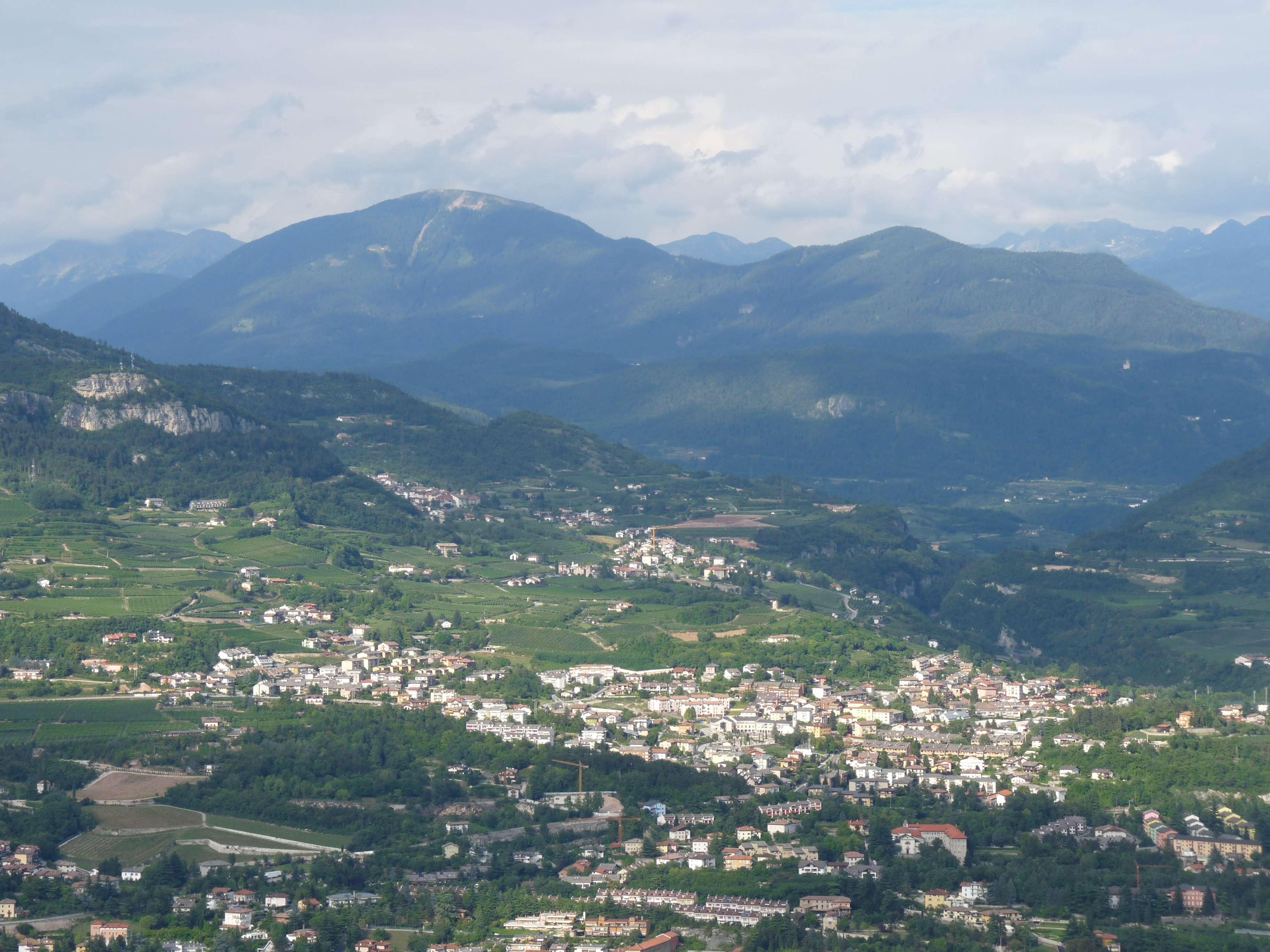
Cognola (e, al di sopra, Tavernaro e Villamontagna) vista da ovest

La chiesa di Cognola, intitolata ai santi patroni del paese, i santi Vito, Modesto e Crescenzia, risale all'inizio del XVII secolo.
Cognola ospita diverse ville costruite soprattutto durante il Concilio di Trento, la più famosa è Villa Madruzzo, ora albergo ristorante. Altri edifici notevoli sono: Villa Fontanasanta, Villa Giupponi, Villa Mirabel, Villa Spath - Poli, Villa Travaglia, Casa Bernardi e Maso Bergamini.
A Cognola si trova l'Orrido di Ponte Alto, la cui parte iniziale è accessibile con visite guidate.

## Attività culturali, sportive e sociali
Come altri paesi circostanti, Cognola è teatro dell'Argentario Day, una giornata annuale di volontariato collettivo promossa dal Comune di Trento e dalla Circoscrizione Argentario. Negli anni '10 del XXI secolo la manifestazione è stata insignita di un'onorificenza da parte della Presidenza della Repubblica.
Presso il centro civico ha inoltre sede il CCC, il Circolo Culturale Cognola.
La squadra di calcio con base a Cognola è il Calisio, che trae il nome dal monte sovrastante il paese, militante in una delle più basse divisioni dell'agonismo sportivo locale.
Come tutte quelle del Comune di Trento, la Circoscrizione Argentario possiede il proprio Corpo di Vigili del Fuoco volontari, con sede nei pressi della scuola media dell'Argentario, fondato nel 1896 quando l'abitato di Cognola era ancora comune autonomo.

## Amministrazione

### Gemellaggi
La circoscrizione Argentario, e quindi anche Cognola, è gemellata dal 2009 con il Comune di Schwaz in Austria. Già nel 1999 era stato firmato un Protocollo di Amicizia.  La associazione Amici di Schwaz per il Gemellaggio, con sede a Cognola, coordina i progetti di collaborazione e scambi culturali ed economici.

## Curiosità

### Palio dell'oca
Quella di Cognola è la zattera più vincente del Palio dell'Oca con ben cinque successi, oltre ad un secondo e ad un terzo posto. Il simbolo di Cognola è il Muflone ed i colori degli zatterieri sono il rosso ed il giallo.
Inoltre, altra partecipante alla zatterata è San Vito di Cognola (che gareggia con il simbolo della vipera) che però non ha mai ottenuto grandi risultati.